# 三菱・ミニカトッポ
ミニカトッポ（MINICA Toppo）は、三菱自動車工業が製造・販売していたフルゴネット型軽トールワゴン、およびフルゴネット型軽ボンネットバン。7〜8代目ミニカのハイルーフ仕様である。通称「トッポ」（Toppo）。
なお、本車種の乗用シリーズは当時、「ワゴン」ではなく（新種の）「セダン」と呼ばれていた。

## 概要
1989年（平成元年）に開催された第28回東京モーターショーに参考出品され、翌1990年（平成2年）の軽自動車の新規格化にあわせて販売が開始された。エンジン、駆動系、シャシ、バルクヘッド以前のボンネット（カウル、エンジンコンパートメント、フロントフェンダー、エンジンフード）は6代目ミニカと共通で、シートのヒップポイント（着座位置）はミニカそのままに、キャビン部分を背の高い形状として車内空間の拡大を図っている。
サイドビューは左右非対称となっており、後席へのアクセスのため、右ドアよりも左ドアの方が大きい事も特徴となっている。バックドアは右ヒンジの横開きで、一部グレードにはガラスハッチを用意。ボディは初代が3ドアの5ナンバーのセダンと4ナンバーのバンの2タイプ、1993年（平成5年）登場の2代目はそれに加え、6代目ミニカセダンに設定されていた「レタス」同様の右1枚、左2枚のワン・バイ・ツードアを採用したセダンの3タイプが用意され、更に標準車両よりも車高が70 mm高いスーパーハイルーフも設定された。特にスーパーハイルーフは、今日の「軽スーパーハイトワゴン」の先駆けとなった。
商用モデルは、全国軽自動車協会連合会の新車販売統計では「軽貨物車内訳－ボンネットバン」枠での集計が行われていた（ミニカバンとの合算扱い）。

## 初代（1990年-1993年）
- 1990年2月 - 販売開始。セダンの廉価モデル「Q」または商用グレードを除きDOHC15バルブ（1気筒あたり5バルブ）を採用。CMキャラクターには無印ミニカ同様、浅野温子を起用。
  - 10月 - 特別限定車「Q坊」発売
  - 11月 - 「マーブル」発売
- 1991年3月 - 特装車「フラワーエクスプレス」発売
  - 5月 - 一部改良。「Q3」追加発売。バンの触媒装着化。
  - 8月 - 特別限定車「Q坊」発売
- 1992年1月 - マイナーチェンジ。フロント部分の意匠とリアバンパーを変更。キャンバストップターボ「Qt」、キャンバストップ「Qc」追加発売。
  - 8月 - 特別限定車「Q坊」発売
- 1993年5月 - 特別限定車「Q坊」、「Q坊 4WD」発売

・1993年9月 - ミニカのフルモデルチェンジに伴い生産終了。

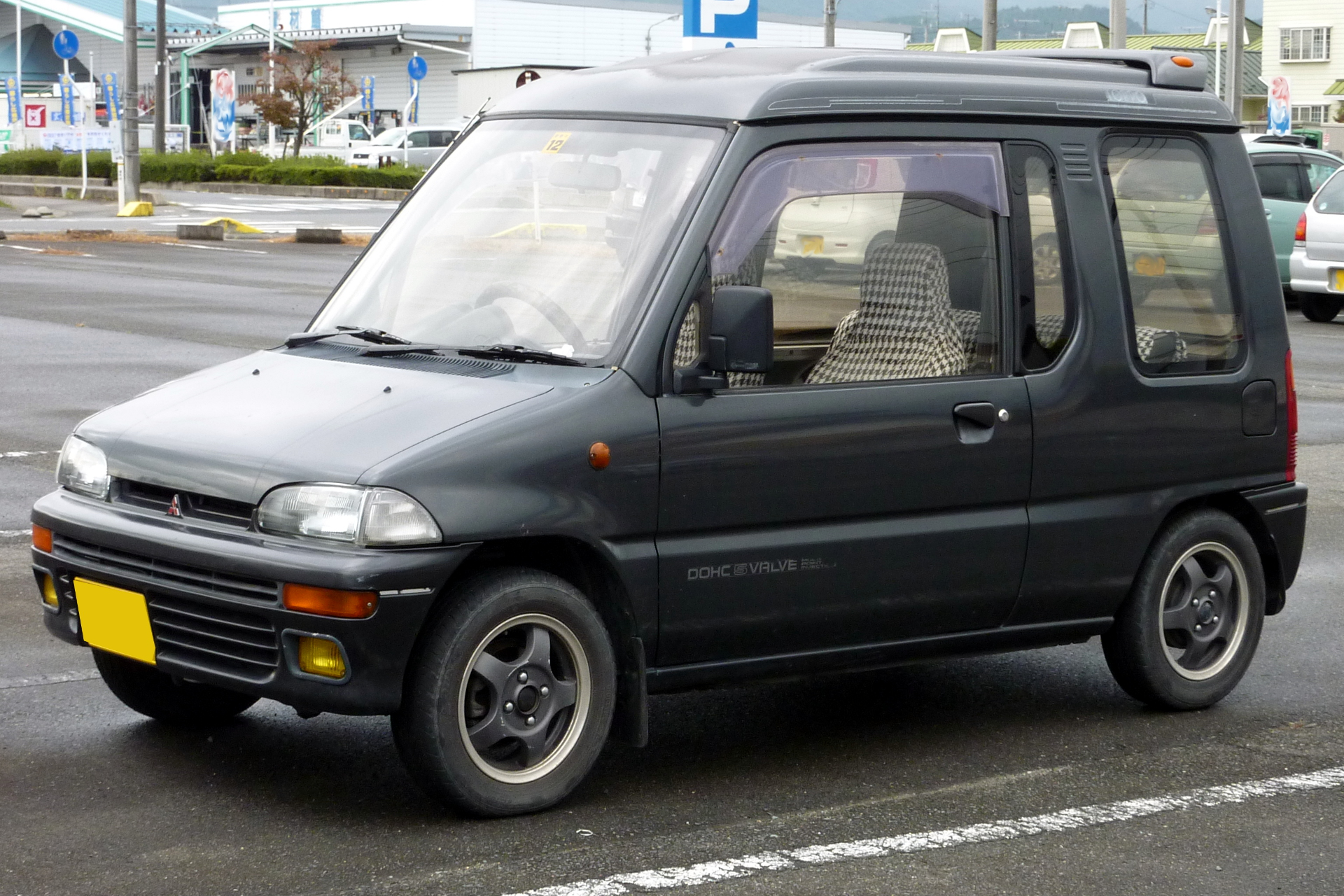
セダン・後期型（1992年1月-1993年9月）
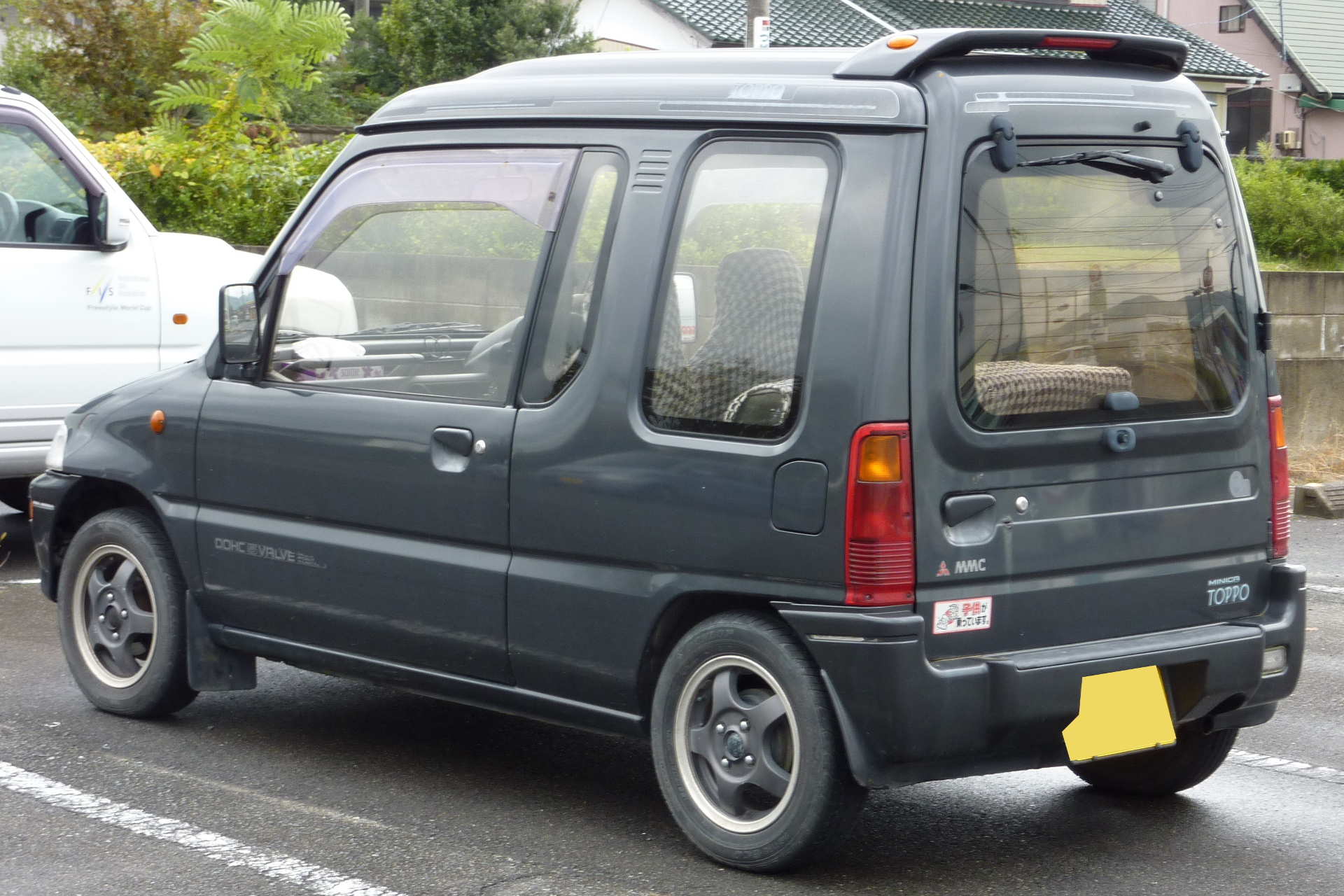
リア
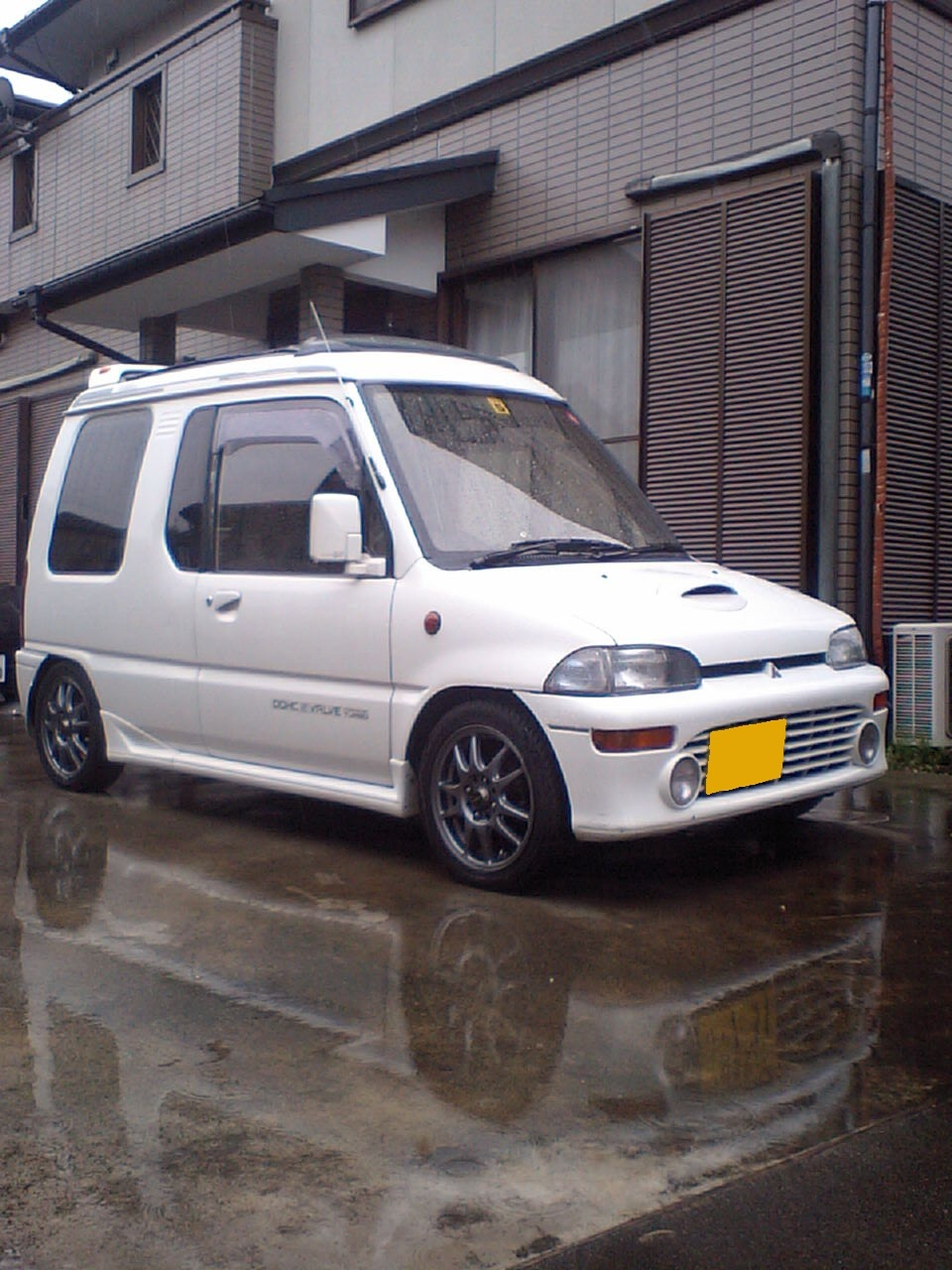
後期型ミニカトッポQt

## 2代目（1993年-1998年）
- 1993年（平成5年）9月 - 2代目にフルモデルチェンジ。ベース車ミニカに合わせた前部デザイン変更およびホイールベースの延長がなされたが、後部は初代からの大きな変更点はない。

セダンのエンジンは直列4気筒で、自然吸気モデルにはSOHC16バルブ（1気筒あたり4バルブ）が採用され、ターボモデルにはDOHC20バルブ（1気筒あたり5バルブ）が採用される。CMキャラクターにはミニカ同様、石田ひかり、タウンビー Ⅱおよびトッポタウンビー Ⅱには瀬戸朝香が起用されていた。
- 1995年（平成7年）11月 - マイナーチェンジ。フロント部分の意匠変更、及びエンジンの改良。
- 1997年（平成9年）1月 - 出目金ヘッドランプが特徴のレトロ調タウンビーを追加。
  - 9月 - マイナーチェンジ。フロント部分の意匠変更。
- 1998年（平成10年）9月 - 生産終了。在庫のみの対応となる。
  - 10月 - 軽自動車規格改正に伴い販売終了。後継車種はトッポBJ。

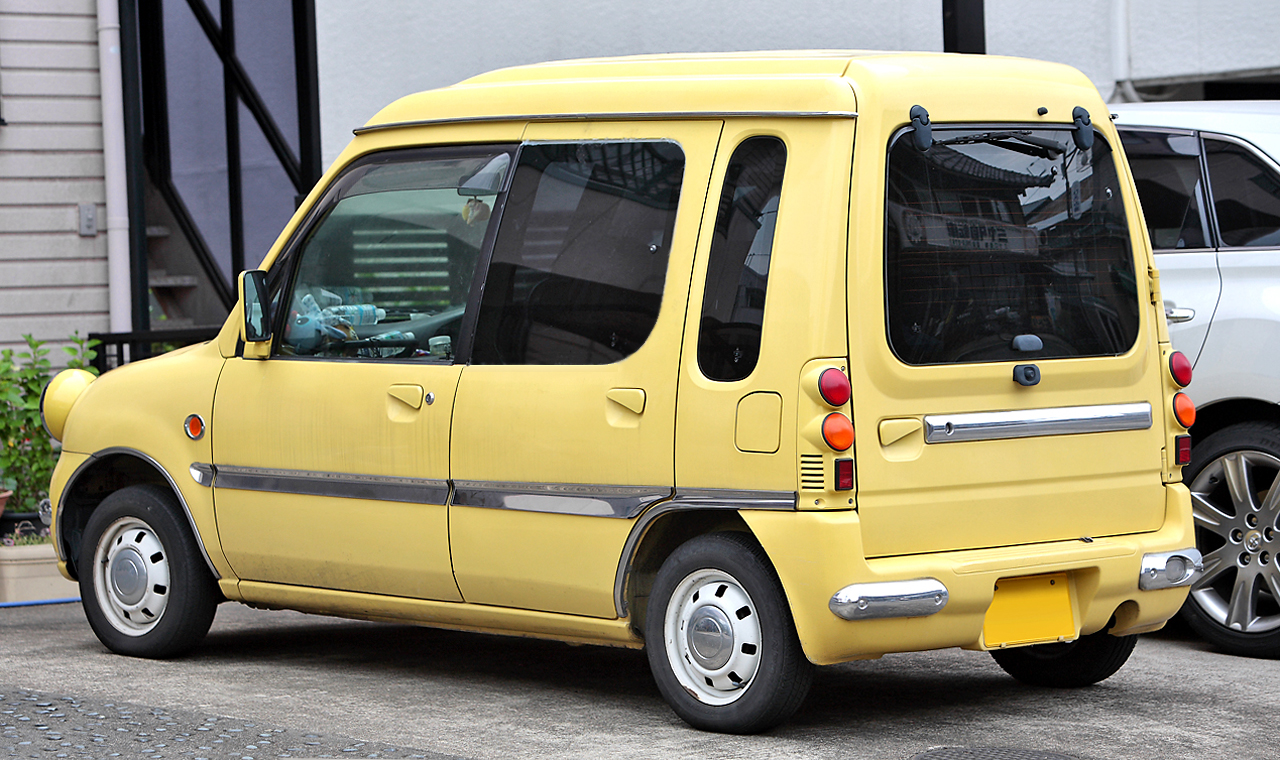
リア（タウンビー）

## 車名の由来
トッポ（Toppo）は、イタリア語でネズミ（本来のスペルは、topo）の意味である。また、英語の「top」と、日本語の「ノッポ」をかけ合わせ、この車のルーフの高さに、愛嬌を込めたものでもある。